# Hestedt

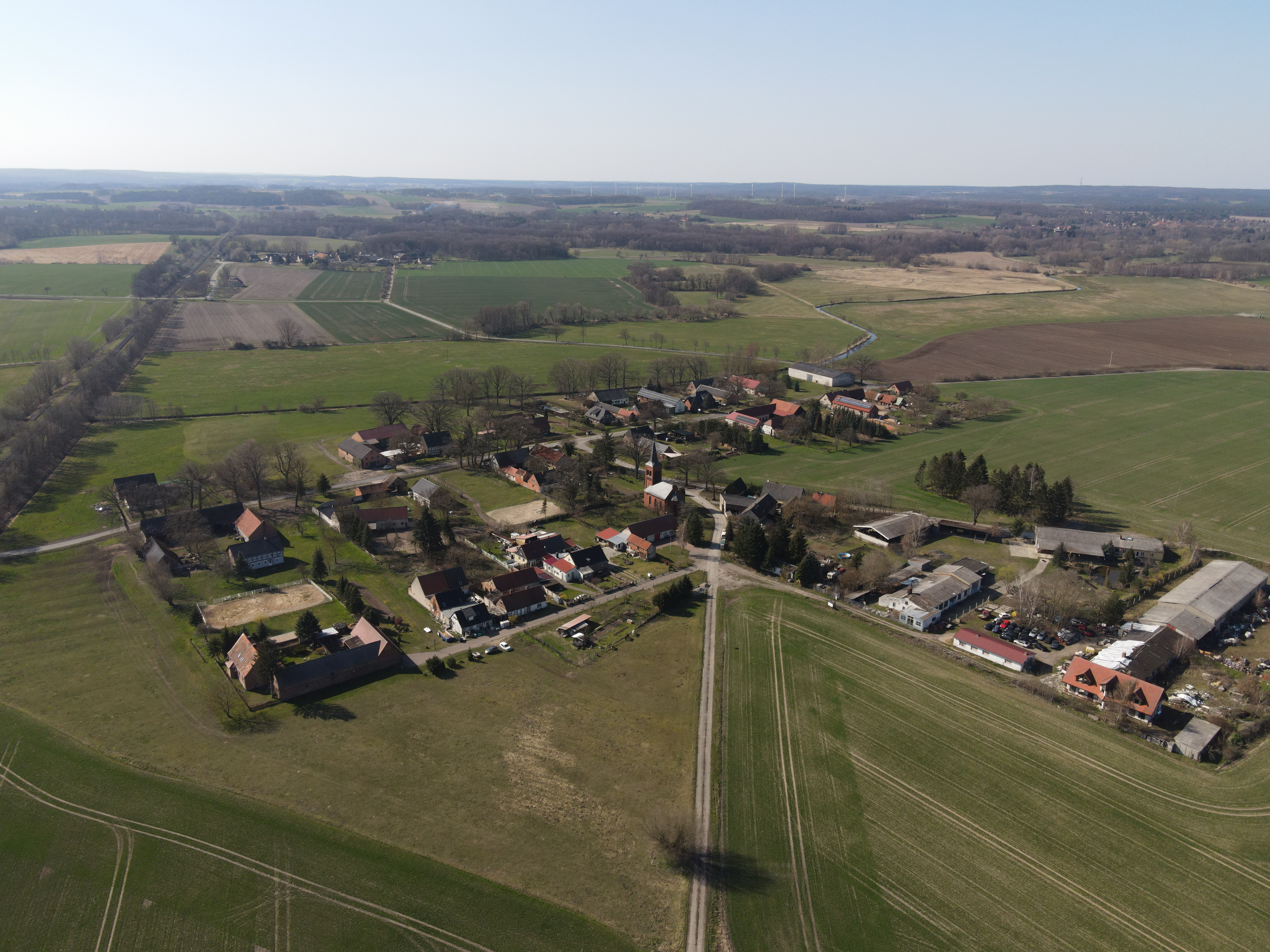
Hestedt im März 2021 von Südosten

Hestedt gehört zur Ortschaft Andorf und ist ein Ortsteil der Hansestadt Salzwedel im Altmarkkreis Salzwedel in Sachsen-Anhalt.

## Geographie
Hestedt, ein ehemaliges Rundplatzdorf mit Kirche, liegt etwa drei Kilometer der südöstlich des niedersächsischen Fleckens Bergen an der Dumme und 12 Kilometer westlich von Salzwedel in der Altmark. Im Westen des Dorfes fließt die das kleine Flüsschen Alte Dumme nach Norden in die Dumme (Südlicher Mühlenbach), welche heute die Grenze zum Bundesland Niedersachsen bildet.
Nachbarorte sind Klein Grabenstedt im Westen, Bergen an der Dumme im Nordwesten, Darsekau und Seeben im Nordosten, Rockenthin und Andorf im Südosten sowie Henningen und Groß Grabenstedt im Südwesten.

## Geschichte

### Mittelalter bis Neuzeit
Im Jahre 1338 wurde dat halue dorp Hestede erwähnt, als Dietrich und Bernhard von der Schulenburg die Gebrüder Hartwig mit dem halben Dorf belehnten. Im Landbuch der Mark Brandenburg von 1375 wurde das Dorf als Hestede aufgeführt. Weitere Nennungen sind 1687 Hestede und 1804 Hestedt, ein Dorf mit einem Büdner und einem Krüger.
Das Protokoll der Kirchenvisitation aus dem Jahre 1541 nennt den Ort nicht. 1579 gab es, der Visitation zufolge, eine Kirche im Dorf. 1600 hieß es dann, dass die Kirche etwas verfallen sei. Die etwas geborstene Glocke war bei Klaus Fuhrman in Verwahrung, den Klöppel dazu hatte Henning Bernier. 1842 schrieben Hermes und Weigelt, dass die kleine Kirche im Jahre 1818 eingestürzt und nicht wieder aufgebaut worden sei.
Das ursprüngliche Rundplatzdorf wurde nach einem Brand im Jahre 1826 stark verändert aufgebaut.
Bei der Bodenreform wurden 1945 ermittelt: 20 Besitzungen unter 100 Hektar hatten zusammen 321 Hektar, eine Kirchenbesitzung umfasste 2 Hektar Land. 1986 gab es eine Landwirtschaftliche Produktionsgenossenschaft, die LPG „Einheit“, Sitz in Hestedt.

### Ersterwähnung 1121
Der Historiker Peter P. Rohlach schreibt, dass der Beleg von 1112 „hesse i (hestedi)“ von Wilhelm Zahn, der bei Riedel Hessili lautet, in der Zuordnung sehr zweifelhaft ist.

### Vorgeschichte
Im Jahre 1751 wird über viele Grabhügel vor Bombek, Rokkenthin, Hestet, Cheine und Klein Wiebelitz berichtet, doch schon 1842 waren die Grabhügel vor Hestedt und Rockenthin zerstört wie Samuel Christoph Wagener in seinem Handbuch der vorzüglichsten, in Deutschland entdeckten Alterthümer aus heidnischer Zeit schrieb.

### Herkunft des Ortsnamens
Jürgen Udolph versteht den Ortsnamen als „Hes-Stedt“, wobei der Bestimmungsteil auf das Niederdeutsche „Hees“ für „Buschwald“ zurückgeht. Der Name wäre mit „Buschwaldstätte“ oder „Buschwaldstelle“ zu übersetzen.

### Eingemeindungen
Ursprünglich gehörte das Dorf zum Salzwedelischen Kreis der Mark Brandenburg in der Altmark. Zwischen 1807 und 1813 lag es im Landkanton Salzwedel auf dem Territorium des napoleonischen Königreichs Westphalen. Ab 1816 gehörte die Gemeinde zum Kreis Salzwedel, dem späteren Landkreis Salzwedel im Königreich Preußen und dessen Provinz Sachsen.
Am 20. Juli 1950 wurde die Gemeinde Hestedt in die Gemeinde Andorf im Landkreis Salzwedel eingemeindet. Am 1. Mai 1992 wurde Andorf in die Gemeinde Henningen eingemeindet. Mit der Eingemeindung von Henningen in die Hansestadt Salzwedel am 1. Januar 2010 kam der Ortsteil Hestedt zu Salzwedel und zur neu errichteten Ortschaft Henningen. Am 1. Juli 2019 wurde aus der Gemarkung Andorf und der Gemarkung Grabenstedt die Ortschaft Andorf gebildet. Hestedt liegt in der Gemarkung Andorf. Somit gehört der Ortsteil Hestedt seit dem 1. Juli 2019 zur Ortschaft Andorf.

### Einwohnerentwicklung

#### Gemeinde
| Jahr | Einwohner |
| ---- | --------- |
| 1734 | 62        |
| 1774 | 67        |
| 1789 | 92        |
| 1798 | 80        |
| 1801 | 31        |
| 1818 | 59        |
| 1840 | 146       |
| 1871 | 202       |
| 1885 | 142       |

| Jahr | Einwohner |
| ---- | --------- |
| 1892 | [0]128    |
| 1895 | 129       |
| 1900 | [0]128    |
| 1905 | 146       |
| 1910 | [0]141    |
| 1925 | 118       |
| 1939 | 111       |
| 1946 | 153       |

Quelle, wenn nicht angegeben, bis 1946

#### Ortsteil
| Jahr | Einwohner |
| ---- | --------- |
| 2010 | [00]46    |
| 2015 | [00]55    |
| 2020 | [00]52    |
| 2021 | [00]50    |
| 2022 | [00]50    |
| 2023 | [0]52     |

## Religion
Die evangelische Kirchengemeinde Hestedt war eingekircht in die mater combinata Rockenthin, die zur Pfarrei Bombeck gehörte. Die Evangelischen aus Hestedt gehören heute zum Pfarrbereich Osterwohle-Dähre im Kirchenkreis Salzwedel im Bischofssprengel Magdeburg der Evangelischen Kirche in Mitteldeutschland.

## Kultur und Sehenswürdigkeiten
- Die evangelische Dorfkirche Hestedt ist ein 1897 eingeweihter neugotischer Backsteinbau mit quadratischem Turm nach einem Typenentwurf der Kirche in Lohne. Das Dach ist mit Schiefer gedeckt.[23]
- In Hestedt steht an der Kirche ein Denkmal für die Gefallenen des Ersten und Zweiten Weltkrieges.[24]
- Der Ortsfriedhof liegt am östlichen Ortsausgang.

## Sonstiges
Bereits vor der Grenzziehung zwischen BRD und DDR starben Menschen auf der Flucht in dieser Gemeinde. Im Jahre 1946 wurde der „Grenzmörder von Hestedt“ gefasst und verurteilt.

## Verkehr
Die Bahnstrecke Stendal–Uelzen verläuft südlich des Ortes. Der nächste Bahnhof ist in Salzwedel. Das Dorf ist über Rufbusse der Personenverkehrsgesellschaft Altmarkkreis Salzwedel an den öffentlichen Personennahverkehr angeschlossen.